# Alex Gottlieb
Alex Gottlieb (* 21. Dezember 1906 in Schytomyr, Russisches Kaiserreich; † 9. Oktober 1988 in Los Angeles, Kalifornien) war ein US-amerikanischer Drehbuchautor und Filmproduzent.

## Leben
Alex Gottlieb wurde in der ukrainischen Stadt Schytomyr geboren. Seine Familie wanderte in die Vereinigten Staaten aus und er wuchs in Kansas auf. Sein Studium schloss er 1928 an der University of Wisconsin–Madison ab. Anschließend arbeitete er für mehrere Tageszeitungen, darunter den Cardinal und den Brooklyn Eagle. In Brooklyn wurde er vom Paramount Theater für die Öffentlichkeitsarbeit angestellt. Er wurde als Presseagent angestellt und schrieb neben Radiosketchen unter anderem für Al Jolson und Edgar Bergen.
Als Drehbuchautor begann er ab Ende der 1930er Jahre zu arbeiten. Mehrere seiner Drehbücher wurden zu B-Movies verfilmt. Von Universal Studios erhielt er 1941 die Möglichkeit, mit Buck Privates das Filmdebüt des Komikerduos Abbott und Costello zu produzieren. Mit einem Produktionsbudget von 185.000 US-Dollar spielte der Film schließlich über 4 Mio. Dollar ein. Gottlieb sollte daraufhin in den nächsten Jahren acht weitere Abbot-und-Costello-Filme produzieren.
Gottlieb war von 1936 an mit Polly Rose, der Schwester des Produzenten Billy Rose, verheiratet. Er starb am 9. Oktober 1988 im Alter von 81 Jahren an den Folgen einer intrazerebralen Blutung im Motion Picture and Television Hospital in Woodland Hills. Er hinterließ seine Ehefrau und den gemeinsamen Sohn.

## Filmografie (Auswahl)

### Produzent
- 1941: Buck Privates
- 1941: In der Hölle ist der Teufel los! (Hellzapoppin')
- 1941: Vorsicht Gespenster! (Hold That Ghost)
- 1942: Abbott und Costello unter Kannibalen (Pardon My Sarong)
- 1942: Helden im Sattel (Ride 'Em Cowboy)
- 1943: Abbott und Costello auf Glatteis (Hit the Ice)
- 1944: Hollywood Canteen
- 1944: Janie
- 1946: Der Himmel voller Geigen (The Time, the Place and the Girl)
- 1948: Zaubernächte in Rio (Romance on the High Seas)
- 1949: Ein tolles Gefühl (It’s a Great Feeling)
- 1949: Venus am Strand (The Girl from Jones Beach)
- 1952: Piraten wider Willen (Abbott and Costello Meet Captain Kidd)
- 1952: Hans und die Bohnenstange (Jack and the Beanstalk)
- 1952: Macao
- 1953: Gardenia – Eine Frau will vergessen (The Blue Gardenia)
- 1953: Heirate mich noch mal (Marry Me Again)
- 1965: Schweden – Nur der Liebe wegen (I'll Take Sweden)
- 1966: Frankie und Johnny (Frankie and Johnny)
- 1969: Das Geheimnis der Puppe (The Pigeon)

### Drehbuchautor
- 1953: Heirate mich noch mal (Marry Me Again)
- 1954: Drei Stunden Zeit (Three Hours to Kill)
- 1954: Eine Nacht mit Susanne (Susan Slept Here)
- 1965: Goldtransport durch Arizona (Arizona Raiders)